# 黧豆
黧豆（学名：Mucuna pruriens var. utilis）为豆科黎豆属下的一个变种。

## 扩展阅读
- 維基物種上的相關：黧豆